# Anatomia miłości
Anatomia miłości – polski melodramat filmowy z 1972 roku w reżyserii Romana Załuskiego.
Film opowiada o burzliwym związku Ewy i Adama, którzy mimo początkowej silnej fascynacji, na bycie ze sobą i małżeństwo zdecydują się dopiero w momencie, gdy emocje między nimi całkowicie opadną i łączyć ich będzie już tylko przywiązanie.

## Główne role
- Barbara Brylska jako Ewa
- Jan Nowicki jako Adam
- Bohdana Majda jako matka Ewy
- Marek Frąckowiak jako student Andrzej, kochanek Ewy
- Stanisław Wyszyński jako Marek, przyjaciel Adama
- Barbara Karska jako Basia, znajoma Adama
- Teresa Wicińska jako Teresa, przyjaciółka Ewy

Źródło: Filmpolski.pl.

## Autorstwo scenariusza
W napisach filmu, a w ślad za tym w literaturze źródłowej jako autor figuruje Ireneusz Iredyński. Jednak na początku 1973 roku, kilka tygodni po premierze filmu, Iredyński opublikował w prasie oficjalne dementi dotyczące scenariusza Anatomii miłości. W tekście Jeśli chodzi o ścisłość, zamieszczonym w numerze 6 (1643) z 11 lutego 1973 tygodnika Szpilki, Iredyński stwierdził, że to Roman Załuski jest wyłącznym autorem scenariusza do filmu, a pisząc go przerabiał niezrealizowany scenariusz filmu o roboczym tytule Klucz od bramy, który Iredyński napisał w 1969. Według relacji Iredyńskiego, Załuski chciał nakręcić film na podstawie Klucza..., ale scenariusz w takim kształcie nie uzyskał aprobaty kierownictwa jego zespołu filmowego. W następnych latach Załuski bez wiedzy autora miał dokonywać drastycznych przeróbek scenariusza, zmieniając zupełnie jego pierwotny zamysł i kształt dramaturgiczny, tak aby uzyskać zgodę i środki na realizację filmu. Iredyński dopiero po premierze filmu dowiedział się, że w czołówce Anatomii... figuruje jako jej scenarzysta, a po obejrzeniu filmu ocenił, że w filmie znalazł się tylko jeden poboczny wątek i jedna piosenka ze scenariusza pt. Klucz od bramy.